# Eurobrun ER189B
Vous lisez un « article de qualité » labellisé en 2012.
Chronologie des modèles (1990)
Eurobrun ER189 Aucun
L'Eurobrun ER189B est la dernière monoplace de Formule 1 engagée par l'équipe Eurobrun Racing dans le cadre de son ultime participation au championnat du monde de Formule 1, en 1990.
Elle débute en championnat au Grand Prix des États-Unis et succède à l'Eurobrun ER189. Cette monoplace, conçue par George Ryton, Roberto Ori et Kees van der Grint, est directement inspirée de sa devancière de la saison 1989. Pilotée par le pilote  brésilien Roberto Moreno et l'Italien Claudio Langes, elle est engagée à quatorze reprises mais ne parvient à se qualifier que deux fois, en début de saison aux mains de Roberto Moreno.
Faute de moyens financiers et de résultats, Walter Brun, propriétaire d'Eurobrun Racing, annonce à l'issue de la saison européenne qu'il désire désormais uniquement se consacrer à son engagement en championnat du monde des voitures de sport et qu'il déclare forfait pour le restant de la saison. Sanctionné de 400 000 dollars d'amende pour ses deux forfaits, Eurobrun quitte définitivement la Formule 1. L'ER189B est donc la dernière monoplace de Formule 1 de l'écurie.

## Conception de la monoplace

### L'ER190: la monoplace du renouveau
Eurobrun Racing a connu une année 1989 catastrophique sur le plan des résultats sportifs puisque l'équipe n'a jamais pu se préqualifier ni se qualifier pour le moindre Grand Prix, que ce soit avec l'Eurobrun ER188B, une monoplace de transition, ou avec l'Eurobrun ER189, sa nouvelle monoplace conçue par George Ryton. Lorsque les partenaires financiers de l'écurie quittent l'aventure avant même la fin de la saison 1989 et que Giampaolo Pavanello, un des cofondateurs de l'équipe, cède toutes ses parts à Walter Brun, le microcosme de la Formule 1 s'attend à ce que Brun abandonne la Formule 1 pour se consacrer uniquement au championnat du monde de voitures de sport.
Pourtant, à la surprise générale, on apprend en février 1990 que l'écurie Eurobrun Racing fait une demande d'inscription pour deux monoplaces destinées à Roberto Moreno et Enrico Bertaggia pour 1990,. De plus, Walter Brun annonce être en contact avec les promoteurs d'un nouveau moteur à 12 cylindres en V et déclare qu'il envisage d'installer ce bloc dans ses monoplaces dès le Grand Prix d'Italie.
Walter Brun a, durant l'inter-saison, racheté en totalité les parts de son associé Giampaolo Pavanello et signé un accord avec les promoteurs autrichiens d'un nouveau moteur appelé Neotech dessiné par Rolf-Peter Marlow, un ancien ingénieur Porsche et BMW,,. Le Neotech, qui pèse 137 kg, est un moteur à 12 cylindres en V à 70°, à quarante-huit soupapes, donné pour 640 chevaux à 12 400 tours par minute. Une cinquantaine de millions de francs est nécessaire pour produire ce bloc en série dont seulement trois prototypes ont été construits. Walter Brun est particulièrement intéressé par ce moteur qui pourrait équiper à la fois ses monoplaces de Formule 1 mais aussi ses voitures engagées en Groupe C.
Il annonce avoir trouvé des commanditaires des Émirats arabes unis prêts à investir une somme de 45 millions de francs suisses dans son écurie pour les saisons 1990 et 1991, ce qui lui permettrait de financer la commande de vingt moteurs Neotech,.
En mars 1990, la FIA publie la liste des pilotes engagés et Eurobrun aligne deux monoplaces, motorisées par un moteur Neotech mais débutant avec le Judd V8 de la saison précédente.

### Ambition revue à la baisse avec l'ER189B

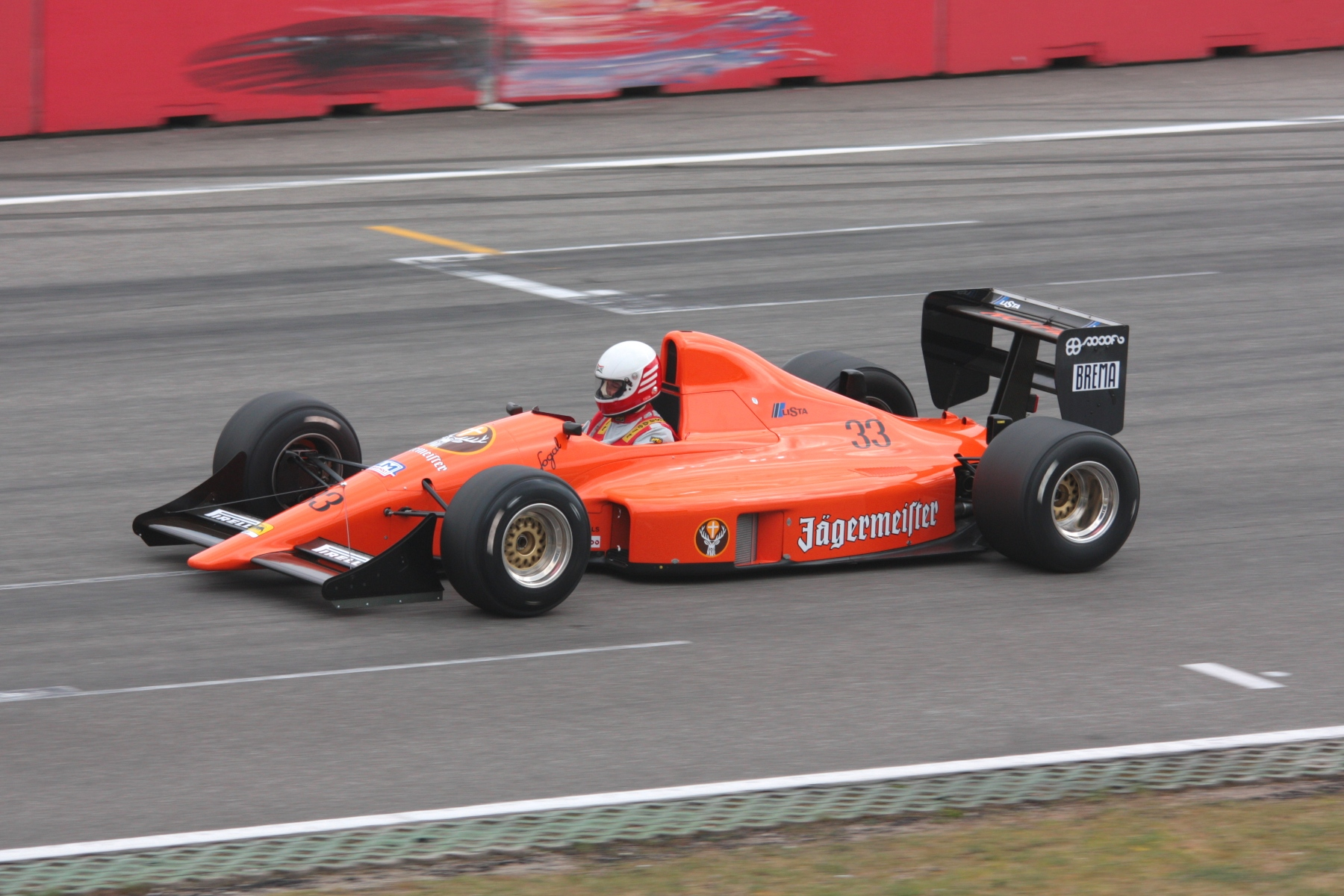
Faute de moyens financiers, l'Eurobrun ER189B n'est qu'une simple évolution de cette ER189 de la saison précédente.

George Ryton, ingénieur automobile britannique connu pour son travail de designer de monoplaces de Formule 1 au sein de l'antenne technique de Ferrari dirigée par John Barnard, Guildford Technical Office, recruté l'année précédente par Walter Brun, est mandaté pour concevoir le châssis de la nouvelle monoplace baptisée Eurobrun ER190,,.
Toutefois, alors qu'il n'a qu'esquissé le dessin de la future monoplace, Ryton quitte le nouveau bureau d'ingénierie, Brun Technics, de Basingstoke dans le Hampshire (où ont notamment travaillé Wiet Huitekoper et Tim Feast, à l'origine du projet avorté d'écurie de Formule 1 suisse Ekström Racing) pour rejoindre l'équipe Tyrrell Racing avant d'avoir finalisé la partie arrière qui doit dans un premier temps recevoir un moteur V8, puis un bloc V12 nécessitant de nouveaux ancrages,.
Roberto Ori, qui assistait Ryton depuis l'année précédente, reprend donc la planche à dessin et, faute de temps, renonce à développer le projet ER190 et doit se contenter de modifier l'ancienne ER189, qui devient finalement l'ER189B. La caractéristique principale de la monoplace est la suspension avant à poussoirs dont les combinés sont reportés sur l'auvent, solution directement inspirée de la Ferrari 640 (John Barnard avait déclaré alors que le dessin de la monoplace prouvait que George Ryton avait quitté son emploi chez Guildford Technical Office, l'antenne technique de Ferrari qu'il dirige, en emportant avec lui des études aérodynamiques),. Ryton s'est également inspiré de la McLaren MP4/5 en ce qui concerne la forme du capot moteur,.
L'ingénieur hollandais Kees van der Grint, qui remplace Ryton, prend la suite du travail de Roberto Ori et fait de son mieux pour alléger un châssis jugé trop lourd par rapport à la concurrence. Pour le début de saison, Kees van der Grint modifie la boîte de vitesses « maison » pour limiter son encombrement et travaille sur la suspension arrière, une suspension avant de type « monochoc » (suspension à un seul combiné ressort-amortisseur pour les deux bras de suspension) devant être installée plus tard.

## Choix des pilotes

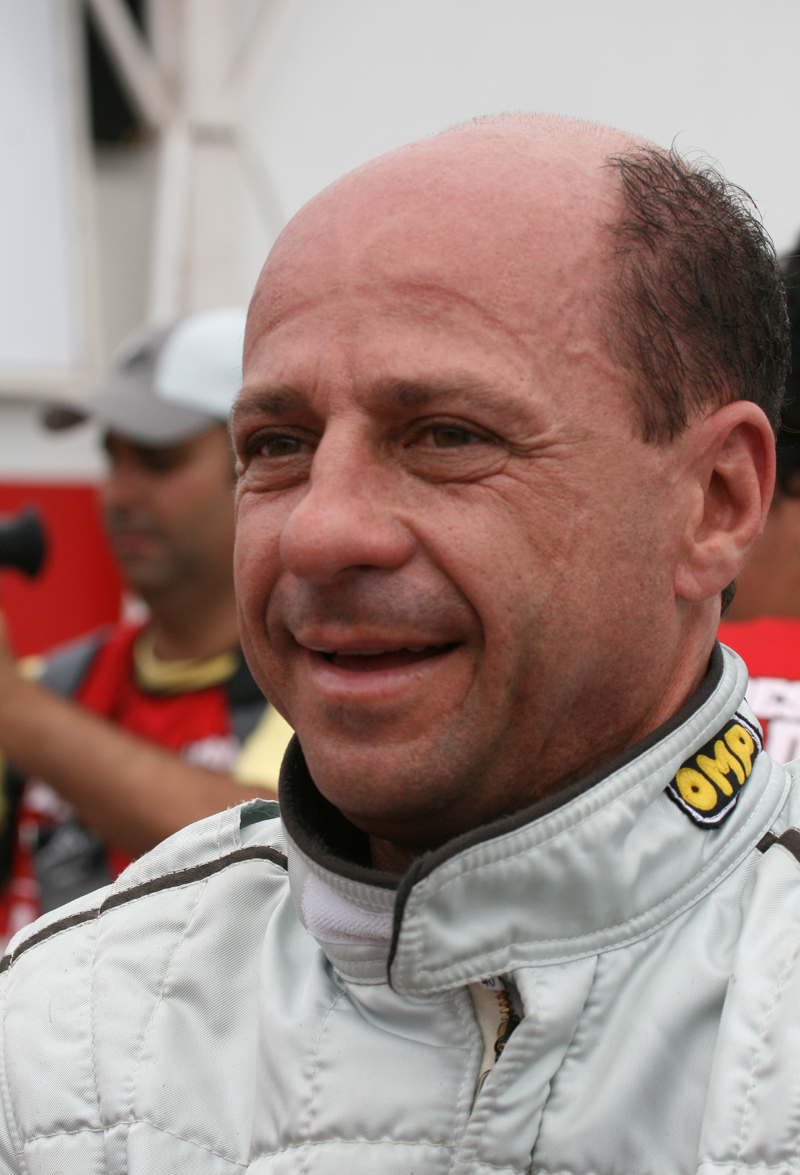
Roberto Moreno (ici en 2007), le seul pilote de l'écurie à avoir réussi à se qualifier en 1990.

La saison précédente, Walter Brun a engagé une seule monoplace confiée au pilote-payant Gregor Foitek. Karl Foitek, qui apporte une partie du budget de l'écurie, se désespère de ne pas voir son fils au départ de la moindre course,. Désabusé par le manque de résultat de son équipe, Gregor Foitek rompt son contrat en cours de saison et quitte l'équipe juste avant le Grand Prix d'Italie où son père lui cherche un volant au sein d'une écurie n'ayant pas à passer par l'épreuve des préqualifications, et lui trouve un poste chez Rial Racing chez qui il dispute le Grand Prix d'Espagne,. Oscar Larrauri, qui courait déjà chez Eurobrun en 1988, fait son retour en fin de saison mais n'est pas conservé à l'issue de l'exercice.
Walter Brun doit donc recruter deux nouveaux pilotes et, en février 1990, annonce avoir recruté Roberto Moreno et Enrico Bertaggia,. Si Moreno est ensuite confirmé au poste de premier pilote, Claudio Langes remplace finalement Enrico Bertaggia en manque de budget et qui, après avoir brigué un poste de pilote essayeur chez McLaren, s'exile disputer le championnat japonais de Formule 3000.
Roberto Moreno a fait ses débuts en Formule 1 en 1987 chez AGS où il a pris le départ de deux Grands Prix. En 1989, chez Coloni, écurie de fond de grille, il se qualifie à quatre reprises mais n'atteint jamais le drapeau à damier. Malgré un palmarès étoffé dans les disciplines inférieures (champion du Brésil de karting en 1976, champion d'Angleterre de Formule Ford en 1980, vice-champion des États-Unis de Formule Atlantic en 1983, vice-champion d'Europe de Formule 2 en 1984, troisième du championnat intercontinental de Formule 3000 en 1987), le Brésilien peine à faire sa place en Formule 1. À la fin de la saison 1989, il convoite un volant chez Rial Racing mais comme l'écurie ne poursuit pas en Formule 1, il démarche sans succès Scuderia Minardi et Scuderia Italia avant de trouver refuge chez Eurobrun,.
Claudio Langes est un pilote au palmarès beaucoup plus modeste que son chef de file. En 1984, il est quatrième du championnat d'Europe de Formule 3 et, de 1985 à 1989, court en Formule 3000 où son meilleur classement mondial est une douzième place du championnat 1989. Inconnu de la plupart des directeurs d'écurie, il ne doit sa place en Formule 1 qu'à son statut de pilote-payant : il apporte un complément financier pour courir, ce qui intéresse particulièrement Walter Brun, en quête de liquidités,,,.

## Engagement en championnat du monde

### Un début de saison encourageant avec le moteur V8
L'ER189B fait son apparition au Grand Prix inaugural à Phoenix dans une livrée gris métallisé inédite, la cinquième en trois ans (après le blanc originel, le blanc et jaune, l'orange et le noir). Comme trente-cinq pilotes sont engagés pour vingt-sept places qualificatives, les deux Eurobrun doivent obligatoirement passer par des étapes de préqualification et de qualification. Les préqualifications sont réservées aux écuries nouvellement engagées et aux monoplaces les moins bien classées la saison précédente. Les quatre pilotes les plus rapides en préqualification obtiennent le droit de participer aux essais qualificatifs. Lors de ces essais, où trente pilotes sont en lice, les trois plus lents sont éliminés pour ne laisser que vingt-sept monoplaces au départ de la course.
Dès les premiers essais libres, les pneumatiques Pirelli se révèlent parfaitement adaptés à la température fraîche inhabituelle qui règne sur la ville et au revêtement bosselé du circuit,. Claudio Langes ne réussit pourtant pas à tirer parti de ses pneumatiques italiens et ne réalise que le huitième temps des neuf pilotes soumis à la préqualification. En revanche, Roberto Moreno établit en 1 min 32 s 292 le meilleur temps des préqualifications et accède à la séance de qualification. Lors de la première séance de qualification, il améliore encore son temps au tour ce qui lui permet de faire partie des pilotes provisoirement qualifiés. La pluie fait alors son apparition et Moreno, qui craint de perdre sa place provisoire sur la grille, est un des vingt-et-un pilotes à participer à la seconde session d'essais libres pour tester sa monoplace sous la pluie. Il réalise le treizième temps et peaufine ses réglages pour le mouillé. Seulement quatorze pilotes prennent part à la seconde séance de qualification qui se déroule sous la pluie : les pilotes les mieux classés à l'issue de la première séance ne craignent en effet pas de voir leurs temps battus. Roberto Moreno réalise alors un petit exploit en signant le deuxième temps de la session, devançant notamment Alain Prost, Nigel Mansell, Jean Alesi, Riccardo Patrese et Ayrton Senna. Il s'assure la seizième place sur la ligne de départ, à moins de trois secondes de la pole position de Gerhard Berger. Pour la première fois depuis un an, une Eurobrun est admise au départ d'un Grand Prix de Formule 1.
Juste après le départ de la course, Moreno oublie de débrancher sa pompe à essence électrique et doit rapidement s'arrêter à son stand, dès le deuxième tour, pour faire changer sa batterie déchargée. Il doit effectuer un second arrêt au stand pour changer de pneumatiques et termine finalement treizième de la course, à cinq tours du vainqueur Ayrton Senna,. C'est le premier drapeau à damier atteint par une Eurobrun depuis dix-neuf courses.

### Le moteur V12 n'équipera pas l'ER189B
En coulisses, Walter Brun peine à réunir son budget pour financer le moteur Neotech et le motoriste autrichien annonce qu'il envisage de stopper les négociations entamées avec Eurobrun et qu'il recherche de nouveaux partenaires potentiels. Au Grand Prix suivant, au Brésil, Claudio Langes manque à nouveau sa préqualification tandis que Roberto Moreno tombe en panne sur le circuit, moteur coupé. Il emprunte alors la monoplace de son coéquipier mais échoue lui aussi à se préqualifier,.
Peu avant le Grand Prix de Saint Marin, date à laquelle Rolf-Peter Marlow a affirmé pouvoir fournir ses premiers blocs-moteurs à Eurobrun, le coordinateur du projet Neotech annonce que Walter Brun n'a toujours pas honoré ses engagements financiers et qu'il cherche un nouveau partenaire pour produire le bloc en série,. Walter Brun confirme les propos de Stappert en annonçant avoir été lâché par ses contacts des Émirats arabes unis. Il déclare également qu'il est désormais fort probable que ses monoplaces restent motorisées par le bloc Judd V8 jusqu'à la fin de la saison et que les châssis ER189B n'évoluent vont pas beaucoup au cours de l'année après que Kees van der Grint a réalisé leur mise en conformité avec le nouveau règlement,.
À Imola, Claudio Langes ne réussit pas à se préqualifier, au contraire de son coéquipier. Moreno réalise le vingt-quatrième temps des essais qualificatifs et peut donc prétendre à prendre le départ de l'épreuve,. En course, Nigel Mansell part dans l'herbe dès le départ, à l'extérieur de la première courbe et Ivan Capelli freine, aveuglé par la poussière soulevée par la monoplace du Britannique. Il est alors percuté par Satoru Nakajima qui détruit sa monoplace. Lorsque Roberto Moreno arrive au niveau de l'accident, ses coulisses de gaz sont immédiatement obstruées par la poussière et les débris de la monoplace du pilote japonais : il abandonne avant même d'avoir bouclé le premier tour de l'épreuve,.

### Les non qualifications s'enchaînent au fil de la saison

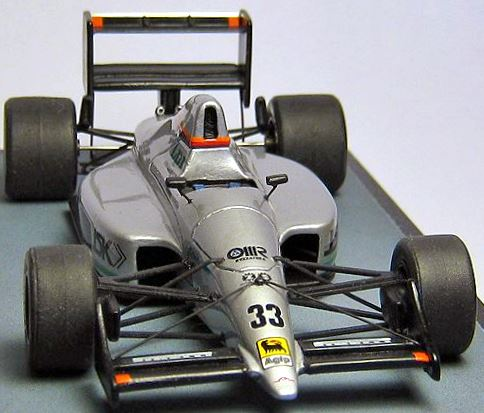
Modèle réduit au 1/43° de l'Eurobrun ER189B.

À Monaco, Claudio Langes ne réussit toujours pas à se préqualifier tandis que son coéquipier réalise le quatrième temps de la session et accède à la phase de qualification. Lors des essais libres du samedi, alors que l'ingénieur Kees van der Grint a déjà quitté le circuit pour retourner à l'usine, les mécaniciens testent de nouveaux réglages de suspension qui ne donnent pas satisfaction. Ils essaient, sans succès, de contacter van der Grint pour revenir à la configuration initiale et Roberto Moreno, contraint de participer à la qualification avec une monoplace au comportement dégradé, échoue à se qualifier,.
Au Grand Prix du Canada, la situation financière de l'écurie est au plus mal : Claudio Langes n'a plus de budget pour courir alors que, depuis l'échec des négociations avec les partenaires du Moyen-Orient, l'écurie est devenue quasi-dépendante des apports financiers du pilote-payant italien. Il apparaît désormais clairement que, depuis le début de la saison, Langes est plus considéré comme un pourvoyeur financier providentiel qu'un véritable pilote. Walter Brun, qui avait envisagé de le limoger avant la course de Saint-Marin, a dû se résoudre à le conserver car il n'a pas été en mesure de trouver un autre pilote-payant pour le remplacer,. Faute de budget, Langes n'est autorisé par son patron qu'à effectuer deux tours de circuit en préqualification : en le faisant ainsi tourner symboliquement, l'écurie évite un forfait qui lui coûterait une amende de 200 000 dollars. Dans de telles conditions, l'Italien manque évidemment sa préqualification et doit rapidement démarcher de nouveaux partenaires pour poursuivre la saison. Pendant ce temps, Moreno règle parfaitement sa monoplace pour la piste détrempée et réalise le meilleur temps des préqualifications en tournant près de vingt secondes plus vite que son coéquipier. Toutefois, lors de la session de qualification qui se déroule sur une piste sèche, les ingénieurs ne parviennent pas à trouver les réglages idoines et le Brésilien rate sa qualification pour six centièmes de seconde (1 min 25 s 172 contre 1 min 25 s 113 pour Alex Caffi sur Arrows,).
Au Mexique, Langes n'a toujours pas trouvé de partenaire financier et, comme au Grand Prix précédent, fait uniquement acte de présence pour éviter à son écurie de payer l'amende de 200 000 dollars. Ses trois tours en préqualifications ne lui permettent pas de décrocher sa place en qualification. Moreno, quant à lui, réalise le troisième temps des préqualifications et accède à la qualification. La première session d'essais libres préparatoires lui permet d'améliorer sa performance de près de cinq secondes, à trois secondes du meilleur temps établi par Nigel Mansell. Lors de la première partie des qualifications, il réalise le plus mauvais temps des participants et doit donc obligatoirement améliorer sa performance lors de la seconde séance. Il réussit, lors des seconds essais libres préparatoires et en qualification à hausser son niveau de pilotage et réalise le vingt-quatrième temps provisoire qui l'autorise à prendre le départ. Toutefois, peu après, il part en tête-à-queue et cale. Alors que les commissaires de piste poussent sa monoplace hors de la trajectoire, il relance son moteur et reprend la piste : il est alors exclu du Grand Prix pour non-respect du règlement, ayant bénéficié d'une « aide extérieure »,. Plus tard dans la saison, cette règle jugée trop sévère sera revue pour n'être appliquée qu'en course et non en qualification.
En France, aucune Eurobrun ne prend le départ car les deux pilotes ne réalisent que les sixième et septième temps des préqualifications,. Pour le Grand Prix suivant, à Silverstone, Walter Brun prend contact avec le pilote Brésilien Marco Greco qui évolue en Formule 3000 dans le but de lui confier le poste de Claudio Langes. Toutefois, Langes apporte in extremis un complément financier qui lui permet de poursuivre au sein de l'écurie. Aucune Eurobrun ne passe toutefois la barre des préqualifications,.
En Allemagne, l'écurie introduit la nouvelle suspension avant de type « monochoc » sur la voiture de Claudio Langes qui sert de voiture de test pour son coéquipier,. Cette suspension ne possède qu'un seul combiné ressort-amortisseur pour les deux bras de suspension, ce qui réduit l'encombrement et le poids. Eurobrun fait partie des premières écuries à installer un tel système en Formule 1. En effet, Tyrrell Racing en dispose depuis l'année précédente et maîtrise parfaitement son utilisation, AGS testant également le nouveau système. Si des essais ont été réalisés la semaine précédant l'épreuve sur le circuit d'Hockenheim qui accueille le Grand Prix, les mécaniciens se rendent vite compte que la nouvelle suspension n'est pas encore au point, Langes tournant moins vite que son coéquipier. Bien que l'écurie dispose d'une solution innovante pouvant lui procurer un avantage substantiel pour se préqualifier, le manque de moyens financiers ne lui permet pas d'en tirer profit : l'Italien réalise le dernier temps des préqualifications en 1 min 50 s 897 et son coéquipier, victime d'une sortie de piste, le sixième en 1 min 48 s 983 : aucune monoplace n'accède à la qualification,. De plus, Langes a dû stopper sa session de préqualification lorsque Moreno a effectué sa sortie de piste : le Brésilien ayant endommagé son capot moteur, Langes est rentré au garage pour que les mécaniciens déshabillent sa voiture pour réparer celle de son coéquipier.
Au fur et à mesure du déroulement de la saison, l'écurie ne fait plus porter ses efforts technologiques que sur une seule de ses deux monoplaces de course. L'équipe ne dispose que de trois châssis : l'ER189B/01, un ancien châssis ER189 de la saison précédente reconfiguré et destiné à Claudio Langes, l'ER189B/02, châssis neuf construit en 1990 à la disposition de Moreno et l'ER189B/03, ultime châssis construit au printemps pour Moreno qui libère alors l'ER189B/02 pour Langes. Bien que Claudio Langes permette à l'écurie de poursuivre en Formule 1 par ses apports financiers, il ne bénéficie jamais de la plus performante des monoplaces engagées par l'équipe et c'est toujours sur sa voiture que l'écurie teste les solutions les plus risquées afin de ne pas pénaliser Roberto Moreno. De plus, sa monoplace sert souvent de voiture de remplacement au Brésilien, voire de plus en plus souvent de banque de pièces détachées.
En Hongrie, faute de développement, aucune Eurobrun ne se préqualifie,. À partir du Grand Prix de Belgique, après le retrait des deux monoplaces Onyx malgré le rachat de l'écurie par Monteverdi pour cause de faillite, si seulement trois voitures sont éliminées en préqualifications au lieu de cinq, les AGS et les Coloni prennent constamment l'avantage sur les Eurobrun.
Ainsi, en Belgique, en Italie, au Portugal et en Espagne, les Eurobrun peuvent seulement battre la Life Racing Engines de Bruno Giacomelli, une monoplace totalement inefficace qui ne s'est presque jamais extraite de la dernière place de la grille des temps depuis le début de la saison,,,,,,,.

## Abandon de la Formule 1 avant la fin de saison
À l'issue de la saison européenne, Walter Brun informe ses pilotes qu'il désire désormais uniquement consacrer son attention sur l'engagement de ses trois voitures en championnat du monde des voitures de sport et qu'il va faire l'impasse sur les coûteux déplacements au Japon et en Australie. Bernie Ecclestone, vice-président de la FIA, confirme une sanction de 200 000 dollars d'amende pour chaque forfait jusqu'à la fin de la saison. Ecclestone annonce aussi que toute écurie n'ayant pas payé ses amendes pour forfait verra son engagement pour la saison 1991 automatiquement refusé. Eurobrun quitte donc définitivement la Formule 1.

## Engagement hors-championnat du monde
Les 8 et 9 décembre 1990, l'ER189B est engagée au Trofeo Indoor di Formula 1, une épreuve d'exhibition organisée en marge du Motor Show de Bologne, une exposition internationale reconnue par l'Organisation internationale des constructeurs automobiles qui se tient dans les salons de la foire de Bologne. Bien que l'épreuve soit baptisée indoor, la piste, d'une longueur de 1 300 mètres, est située à l'extérieur des locaux de l'exposition. Seules des écuries italiennes prennent part à la troisième édition de cette « compétition-spectacle » qui leur permet de se présenter devant leur public national et est un moyen pour les directeurs d'écurie de nouer des contacts avec d'éventuels partenaires financiers pour compléter leur budget pour la saison à venir.
La Scuderia Minardi engage une monoplace M190 confiée à l'Italien Gianni Morbidelli. Osella confie une FA1M-E à son titulaire Olivier Grouillard. La Scuderia Italia aligne son titulaire Jyrki Järvilehto sur Dallara 190. Coloni engage, sur la FC189C, le nouveau venu Pedro Chaves et Paolo Coloni, le fils d'Enzo Coloni, le propriétaire de l'écurie italienne. Eurobrun fait appel à deux pilotes n'ayant jamais piloté en Formule 1, Andrea Montermini et Domenico Schiattarella.
La compétition comporte trois manches. Si Andrea Montermini ne participe finalement pas à l'épreuve, Domenico Schiattarella, opposé à Gianni Morbidelli, s'incline dès le premier tour en raison d'un problème de suspension.

## Résultats en championnat du monde de Formule 1
| Saison | Écurie          | Moteur     | Pneumatiques | Pilotes        | Courses | Courses | Courses | Courses | Courses | Courses | Courses | Courses | Courses | Courses | Courses | Courses | Courses | Courses | Courses | Courses | Points inscrits | Classement |
| Saison | Écurie          | Moteur     | Pneumatiques | Pilotes        | 1       | 2       | 3       | 4       | 5       | 6       | 7       | 8       | 9       | 10      | 11      | 12      | 13      | 14      | 15      | 16      | Points inscrits | Classement |
| ------ | --------------- | ---------- | ------------ | -------------- | ------- | ------- | ------- | ------- | ------- | ------- | ------- | ------- | ------- | ------- | ------- | ------- | ------- | ------- | ------- | ------- | --------------- | ---------- |
| 1990   | Eurobrun Racing | Judd CV V8 | Pirelli      |                | USA     | BRÉ     | SMR     | MON     | CAN     | MEX     | FRA     | GBR     | ALL     | HON     | BEL     | ITA     | POR     | ESP     | JAP     | AUS     | 0               | 17e        |
| 1990   | Eurobrun Racing | Judd CV V8 | Pirelli      | Roberto Moreno | 13e     | Npq     | Abd     | Nq      | Nq      | Dsq     | Npq     | Npq     | Npq     | Npq     | Npq     | Npq     | Npq     | Npq     | Forf    | Forf    | 0               | 17e        |
| 1990   | Eurobrun Racing | Judd CV V8 | Pirelli      | Claudio Langes | Npq     | Npq     | Npq     | Npq     | Npq     | Npq     | Npq     | Npq     | Npq     | Npq     | Npq     | Npq     | Npq     | Npq     | Forf    | Forf    | 0               | 17e        |

Légende : ici 

## Résultats duTrofeo Indoor di Formula 1
|  | Quarts de finale | Quarts de finale       | Quarts de finale   |                    |                  | Demi-finales      | Demi-finales | Demi-finales |  |                  | Finale            | Finale | Finale    | Finale |
|  |                  |                        |                    |                    |                  |                   |              |              |  |                  |                   |        |           |        |
|  | Scuderia Minardi | Gianni Morbidelli      | vainqueur          |                    |                  |                   |              |              |  |                  |                   |        |           |        |
|  | Eurobrun Racing  | Domenico Schiattarella | éliminé            |                    |                  |                   |              |              |  |                  |                   |        |           |        |
|  | Eurobrun Racing  | Domenico Schiattarella | éliminé            |                    | Scuderia Minardi | Gianni Morbidelli | vainqueur    |              |  |                  |                   |        |           |        |
|  |                  |                        |                    |                    | Scuderia Minardi | Gianni Morbidelli | vainqueur    |              |  |                  |                   |        |           |        |
|  |                  | Scuderia Italia        | Jyrki Järvilehto   | éliminé            |                  |                   |              |              |  |                  |                   |        |           |        |
|  | Scuderia Italia  | Scuderia Italia        | Jyrki Järvilehto   | éliminé            | Jyrki Järvilehto | repêché           |              |              |  |                  |                   |        |           |        |
|  | Scuderia Italia  |                        |                    |                    | Jyrki Järvilehto | repêché           |              |              |  |                  |                   |        |           |        |
|  | Osella           | Olivier Grouillard     | vainqueur          |                    |                  |                   |              |              |  |                  |                   |        |           |        |
|  | Osella           | Olivier Grouillard     | vainqueur          |                    |                  |                   |              |              |  | Scuderia Minardi | Gianni Morbidelli |        | vainqueur |        |
|  |                  |                        |                    |                    |                  |                   |              |              |  | Scuderia Minardi | Gianni Morbidelli |        | vainqueur |        |
|  |                  | Osella                 | Olivier Grouillard |                    | finaliste        |                   |              |              |  |                  |                   |        |           |        |
|  | Coloni           | Osella                 | Olivier Grouillard | Pedro Chaves       | finaliste        | vainqueur         |              |              |  |                  |                   |        |           |        |
|  | Coloni           |                        |                    | Pedro Chaves       |                  | vainqueur         |              |              |  |                  |                   |        |           |        |
|  | Eurobrun Racing  | Andrea Montermini      | forfait            |                    |                  |                   |              |              |  |                  |                   |        |           |        |
|  | Eurobrun Racing  | Andrea Montermini      | forfait            |                    | Coloni           | Pedro Chaves      | éliminé      |              |  |                  |                   |        |           |        |
|  |                  |                        |                    |                    | Coloni           | Pedro Chaves      | éliminé      |              |  |                  |                   |        |           |        |
|  |                  |                        | Osella             | Olivier Grouillard | vainqueur        |                   |              |              |  |                  |                   |        |           |        |
|  |                  |                        |                    | Olivier Grouillard | vainqueur        |                   |              |              |  |                  |                   |        |           |        |
|  |                  |                        |                    |                    |                  |                   |              |              |  |                  |                   |        |           |        |
|  |                  |                        |                    |                    |                  |                   |              |              |  |                  |                   |        |           |        |